# Babo Kabasu
Babo Kabasu (ur. 4 marca 1950) – kongijski piłkarz występujący na pozycji obrońcy. Uczestnik Mistrzostw Świata 1974.
Razem z reprezentacją Zairu uczestniczył w Mistrzostwach Świata 1974. Na Mundialu był rezerwowym i nie wystąpił w żadnym spotkaniu. W czasie turnieju był zawodnikiem klubu AS Dragons.